# Cers
Pour l’article homonyme, voir  Cers (vent).
Cers [sɛʁs] est une commune française, située dans le sud du département de l'Hérault en région Occitanie.
Exposée à un climat méditerranéen, elle est drainée par le canal du Midi, le ruisseau de l'Ardaillou et par deux autres cours d'eau. La commune possède un patrimoine naturel remarquable : un site Natura 2000 (« est et sud de Béziers ») et une zone naturelle d'intérêt écologique, faunistique et floristique.
Cers est une commune urbaine qui compte 2 523 habitants en 2022, après avoir connu une forte hausse de la population depuis 1962. Elle est dans l'unité urbaine de Cers et fait partie de l'aire d'attraction de Béziers. Ses habitants sont appelés les Cersois ou  Cersoises.

## Géographie

### Communes limitrophes
|                        | Béziers                | Montblanc   |
| Villeneuve-lès-Béziers | Cers                   | Portiragnes |
|                        | Villeneuve-lès-Béziers |             |

### Climat
Pour des articles plus généraux, voir Climat de l'Occitanie et Climat de l'Hérault.
En 2010, le climat de la commune est de type climat méditerranéen franc, selon une étude s'appuyant sur une série de données couvrant la période 1971-2000. En 2020, Météo-France publie une typologie des climats de la France métropolitaine dans laquelle la commune est exposée à un climat méditerranéen et est dans la région climatique  Provence, Languedoc-Roussillon, caractérisée par une pluviométrie faible en été, un très bon ensoleillement (2 600 h/an), un été chaud (21,5 °C), un air très sec en été, sec en toutes saisons, des vents forts (fréquence de 40 à 50 % de vents > 5 m/s) et peu de brouillards.
Pour la période 1971-2000, la température annuelle moyenne est de 14,8 °C, avec une amplitude thermique annuelle de 15,8 °C. Le cumul annuel moyen de précipitations est de 549 mm, avec 5 jours de précipitations en janvier et 2,3 jours en juillet. Pour la période 1991-2020, la température moyenne annuelle observée sur la station météorologique la plus proche, située sur la commune de Portiragnes à 3 km à vol d'oiseau, est de 15,3 °C et le cumul annuel moyen de précipitations est de 555,3 mm,. Pour l'avenir, les paramètres climatiques de la commune estimés pour 2050 selon différents scénarios d'émission de gaz à effet de serre sont consultables sur un site dédié publié par Météo-France en novembre 2022.

### Milieux naturels et biodiversité

#### Réseau Natura 2000

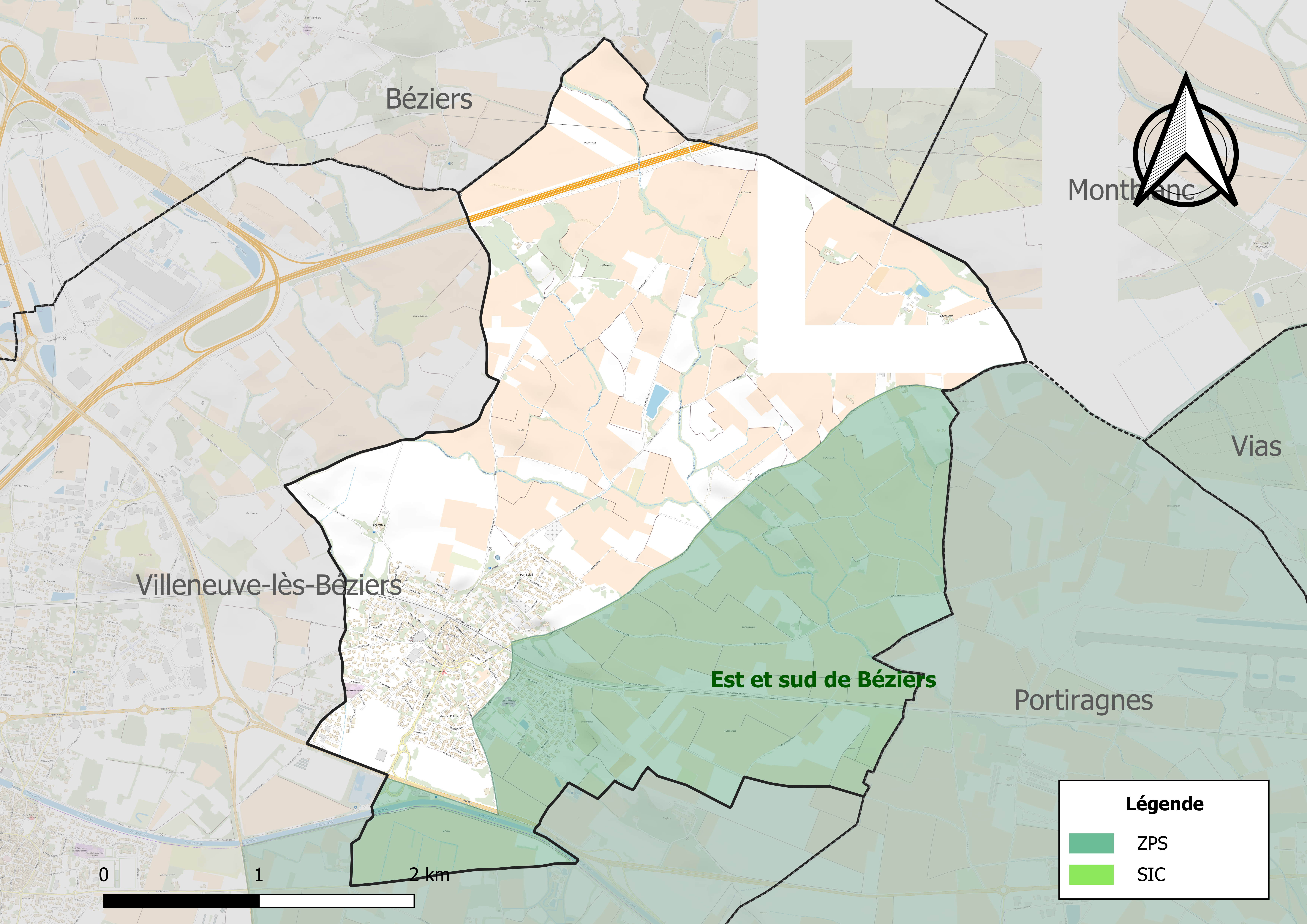
Sites Natura 2000 sur le territoire communal.

Le réseau Natura 2000 est un réseau écologique européen de sites naturels d'intérêt écologique élaboré à partir des directives habitats et oiseaux, constitué de zones spéciales de conservation (ZSC) et de zones de protection spéciale (ZPS).
Un site Natura 2000 a été défini sur la commune au titre  de la directive oiseaux :, constituée d'une vaste mosaïque de zones cultivées ponctuées de haies et de petits bois et la proximité de zones humides littorales de grande étendue, favorable à de nombreuses espèces d'oiseaux à forte valeur patrimoniale : le Rollier d'Europe, l'Outarde canepetière, le Circaète Jean-le-Blanc, le Milan noir et le Bruant ortolan, d'une superficie de 6 102 ha, constituée d'une vaste mosaïque de zones cultivées ponctuées de haies et de petits bois et la proximité de zones humides littorales de grande étendue, favorable à de nombreuses espèces d'oiseaux à forte valeur patrimoniale : le Rollier d'Europe, l'Outarde canepetière, le Circaète Jean-le-Blanc, le Milan noir et le Bruant ortolan.

#### Zones naturelles d'intérêt écologique, faunistique et floristique

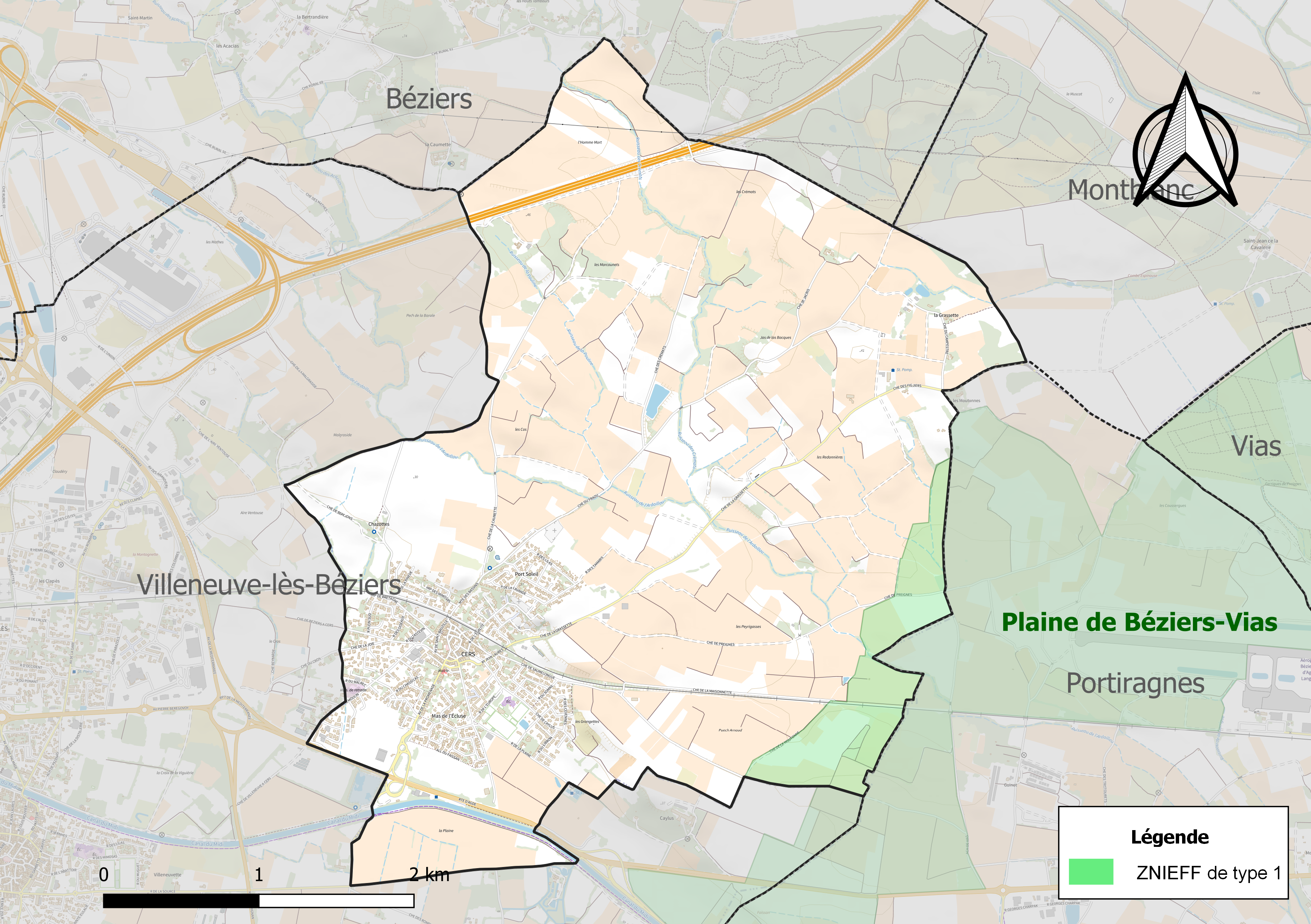
Carte de la ZNIEFF de type 1 localisée sur la commune.

L’inventaire des zones naturelles d'intérêt écologique, faunistique et floristique (ZNIEFF) a pour objectif de réaliser une couverture des zones les plus intéressantes sur le plan écologique, essentiellement dans la perspective d’améliorer la connaissance du patrimoine naturel national et de fournir aux différents décideurs un outil d’aide à la prise en compte de l’environnement dans l’aménagement du territoire.
Une ZNIEFF de type 1 est recensée sur la commune :
la « plaine de Béziers-Vias » (606 ha), couvrant 4 communes du département.

## Urbanisme

### Typologie
Au 1er janvier 2024, Cers est catégorisée ceinture urbaine, selon la nouvelle grille communale de densité à sept niveaux définie par l'Insee en 2022.
Elle appartient à l'unité urbaine de Cers, une unité urbaine monocommunale constituant une ville isolée,. Par ailleurs la commune fait partie de l'aire d'attraction de Béziers, dont elle est une commune de la couronne,. Cette aire, qui regroupe 53 communes, est catégorisée dans les aires de 50 000 à moins de 200 000 habitants,.

### Occupation des sols
L'occupation des sols de la commune, telle qu'elle ressort de la base de données européenne d’occupation biophysique des sols Corine Land Cover (CLC), est marquée par l'importance des territoires agricoles (89,1 % en 2018), en diminution par rapport à 1990 (91,3 %). La répartition détaillée en 2018 est la suivante : 
cultures permanentes (88,7 %), zones urbanisées (10,9 %), terres arables (0,4 %). L'évolution de l’occupation des sols de la commune et de ses infrastructures peut être observée sur les différentes représentations cartographiques du territoire : la carte de Cassini (XVIIIe siècle), la carte d'état-major (1820-1866) et les cartes ou photos aériennes de l'IGN pour la période actuelle (1950 à aujourd'hui).

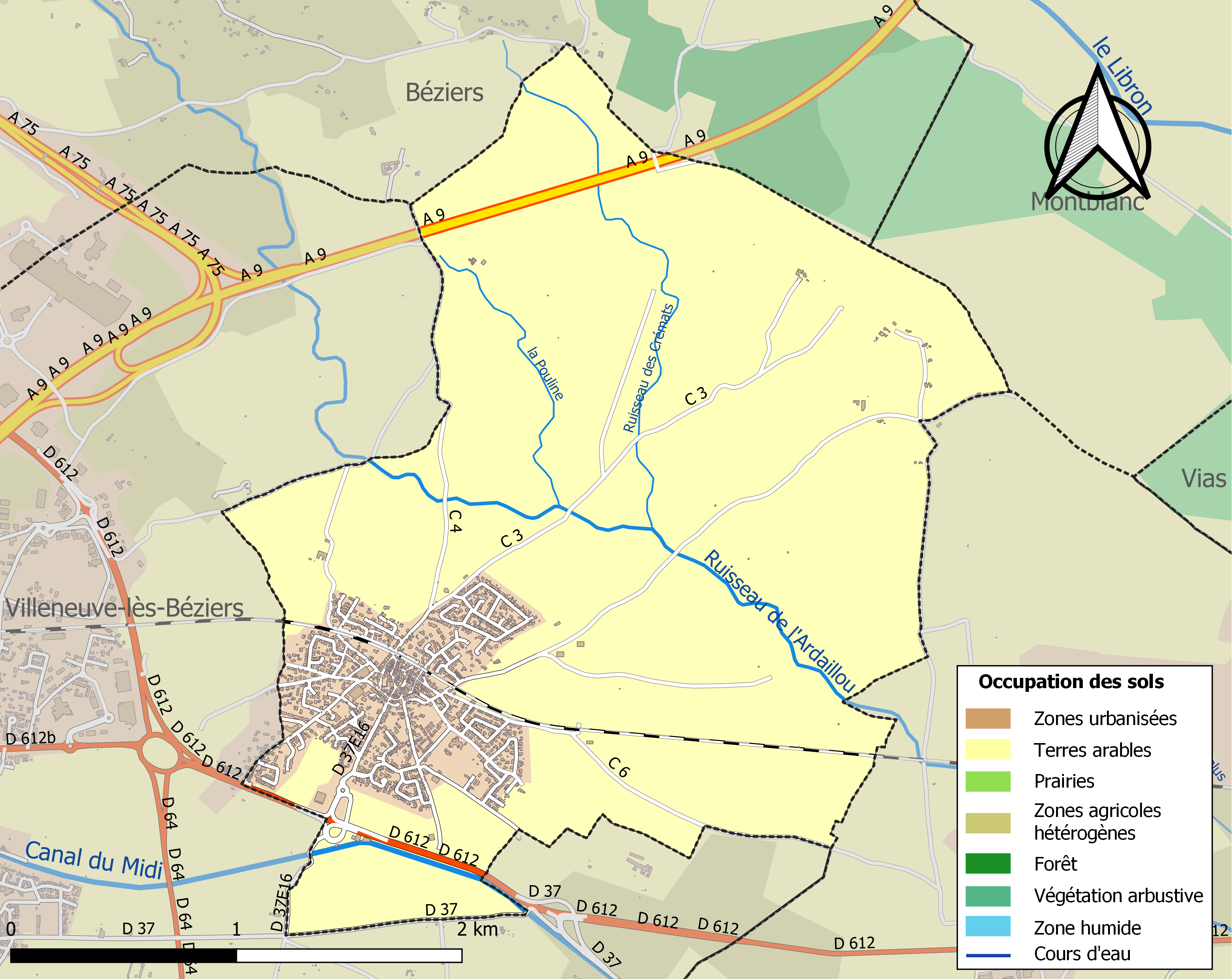
Carte des infrastructures et de l'occupation des sols de la commune en 2018 (CLC).

### Risques majeurs
Le territoire de la commune de Cers est vulnérable à différents aléas naturels : météorologiques (tempête, orage, neige, grand froid, canicule ou sécheresse), inondations et séisme (sismicité faible). Il est également exposé à un risque technologique,  le transport de matières dangereuses. Un site publié par le BRGM permet d'évaluer simplement et rapidement les risques d'un bien localisé soit par son adresse soit par le numéro de sa parcelle.

#### Risques naturels
La commune fait partie du territoire à risques importants d'inondation (TRI) de Béziers-Agde, regroupant 15 communes autour des bassins de vie de Béziers et d'Agde, un des 31 TRI qui ont été arrêtés fin 2012 sur le bassin Rhône-Méditerranée, retenu au regard des submersions marines et des débordements de cours d’eau,  notamment d'ouest en est, de l'Orb, du Libron et de l'Hérault. Les crues historiques antérieures à 2019 les plus significatives sont celles du 26 septembre 1907, un épisode généralisé sur la quasi-totalité du bassin, et du 30 septembre 1958, un épisode cévenol en partie supérieure du bassin. Des cartes des surfaces inondables ont été établies pour trois scénarios : fréquent (crue de temps de retour de 10 ans à 30 ans), moyen (temps de retour de 100 ans à 300 ans) et extrême (temps de retour de l'ordre de 1 000 ans, qui met en défaut tout système de protection). La commune a été reconnue en état de catastrophe naturelle au titre des dommages causés par les inondations et coulées de boue survenues en 1982, 1984, 1986, 1993, 1996, 1999, 2001, 2002, 2005, 2014 et 2019,.
Cers est exposée au risque de feu de forêt du fait de la présence sur son territoire. Un plan départemental de protection des forêts contre les incendies (PDPFCI) a été approuvé en juin 2013 et court jusqu'en 2022, où il doit être renouvelé. Les mesures individuelles de prévention contre les incendies sont précisées par deux arrêtés préfectoraux et s’appliquent dans les zones exposées aux incendies de forêt et à moins de 200 mètres de celles-ci. L’arrêté du 25 avril 2002 réglemente l'emploi du feu en interdisant notamment d’apporter du feu, de fumer et de jeter des mégots de cigarette dans les espaces sensibles et sur les voies qui les traversent sous peine de sanctions. L'arrêté du 11 mars 2013 rend le débroussaillement obligatoire, incombant au propriétaire ou ayant droit,.

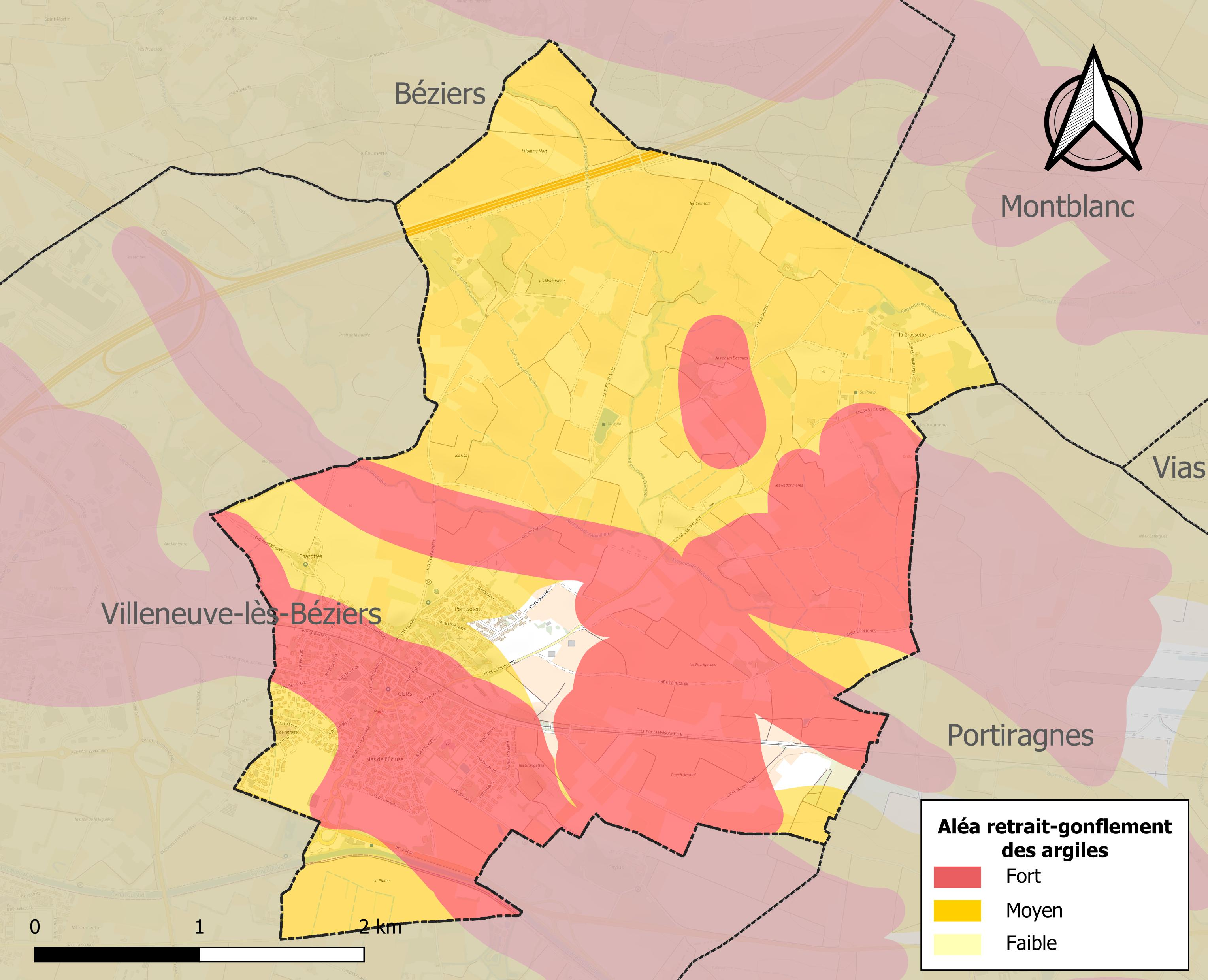
Carte des zones d'aléa retrait-gonflement des sols argileux de Cers.

Le retrait-gonflement des sols argileux est susceptible d'engendrer des dommages importants aux bâtiments en cas d’alternance de périodes de sécheresse et de pluie. 96,8 % de la superficie communale est en aléa moyen ou fort (59,3 % au niveau départemental et 48,5 % au niveau national). Sur les 1 028 bâtiments dénombrés sur la commune en 2019, 991 sont en aléa moyen ou fort, soit 96 %, à comparer aux 85 % au niveau départemental et 54 % au niveau national. Une cartographie de l'exposition du territoire national au retrait gonflement des sols argileux est disponible sur le site du BRGM,.
Par ailleurs, afin de mieux appréhender le risque d’affaissement de terrain, l'inventaire national des cavités souterraines permet de localiser celles situées sur la commune.

#### Risques technologiques
Le risque de transport de matières dangereuses sur la commune est lié à sa traversée par des infrastructures routières ou ferroviaires importantes ou la présence d'une canalisation de transport d'hydrocarbures. Un accident se produisant sur de telles infrastructures est susceptible d’avoir des effets graves sur les biens, les personnes ou l'environnement, selon la nature du matériau transporté. Des dispositions d’urbanisme peuvent être préconisées en conséquence.

## Toponymie
Attestée sous les formes Villa Circio  en 955, ecclesiam de Circio (1129), termino de Circio (1170); Cers (1571).
Peut être de l'anthroponyme Circius, circius qui est aussi le nom commun du vent signalé par Pline puis Sénèque dans la Gaule Narbonnaise, un fort vent, humide, du Nord Ouest, la (Tramontane),. Les romains disent que le nom est "gaulois" mais font bien le rapprochement avec leur circus, cercle à l'origine.
Frank R. Hamlin doute d'un rapport avec le vent et propose que le nom soit celui d'un homme gaulois Circos.
En occitan, le nom de la ville de Cers est Cèrç ['sɛrs].

## Politique et administration
| Période          | Période                   | Identité          | Étiquette       | Qualité |
| ---------------- | ------------------------- | ----------------- | --------------- | --- |
| 1896             | 1908                      | Denis Daury       |                 | |
| 1908             | 1919                      | Emile Tarbouriech |                 | |
| 1919             | 1923                      | Marius Guibbert   |                 | |
| 1923             | 1925                      | Emmanuel Germain  |                 | |
| 1925             | 1927                      | Etienne Frinché   |                 | |
| 1927             | 1931                      | Léon Baudière     |                 | |
| 1931             | 1943                      | Auguste Lapalu    |                 | |
| 1943             | 1951                      | Arthur Pech       |                 | Président de la délégation spéciale (1943-1944); Maire (1945-1951) |
| 1951             | 1959                      | Raoul Pech        |                 | |
| 1959             | mars 1983                 | Louis Lapalu      |                 | |
| mars 1983        | 31 août 2019 (décès)      | Gérard Gautier    | DVD-UMP puis RN | Agriculteur retraité Conseiller général du canton de Béziers-2 (2008 → 2015) Conseiller régional d'Occitanie (2015 → 2019) 10e vice-président de la CA Béziers Méditerranée (2014 → 2019) |
| 22 novembre 2019 | En cours (au 23 mai 2020) | Didier Bresson    | CNIP            | Adjoint au maire de Béziers (2014 → 2019) 5e vice-président de la CA Béziers Méditerranée (2020 → )                                                                                       |

Gérard Gautier est parrain d'Arlette Laguiller en 2002 et de Jean Marie Le Pen en 2007.

## Démographie
L'évolution du nombre d'habitants est connue à travers les recensements de la population effectués dans la commune depuis 1793. Pour les communes de moins de 10 000 habitants, une enquête de recensement portant sur toute la population est réalisée tous les cinq ans, les populations de référence des années intermédiaires étant quant à elles estimées par interpolation ou extrapolation. Pour la commune, le premier recensement exhaustif entrant dans le cadre du nouveau dispositif a été réalisé en 2005.

En 2022, la commune comptait 2 523 habitants, en évolution de +1,33 % par rapport à 2016 (Hérault : +7,49 %, France hors Mayotte : +2,11 %).
| 1793 | 1800 | 1806 | 1821 | 1831 | 1836 | 1841 | 1846 | 1851 |
| ---- | ---- | ---- | ---- | ---- | ---- | ---- | ---- | ---- |
| 197  | 204  | 214  | 215  | 225  | 233  | 313  | 269  | 248  |

| 1856 | 1861 | 1866 | 1872 | 1876 | 1881 | 1886 | 1891 | 1896 |
| ---- | ---- | ---- | ---- | ---- | ---- | ---- | ---- | ---- |
| 250  | 277  | 272  | 262  | 323  | 370  | 434  | 438  | 428  |

| 1901 | 1906 | 1911 | 1921 | 1926 | 1931 | 1936 | 1946 | 1954 |
| ---- | ---- | ---- | ---- | ---- | ---- | ---- | ---- | ---- |
| 508  | 442  | 450  | 553  | 585  | 646  | 593  | 576  | 567  |

| 1962 | 1968 | 1975 | 1982  | 1990  | 1999  | 2005  | 2006  | 2010  |
| ---- | ---- | ---- | ----- | ----- | ----- | ----- | ----- | ----- |
| 595  | 666  | 840  | 1 350 | 1 798 | 1 803 | 2 116 | 2 192 | 2 191 |

| 2015  | 2020  | 2022  | - | - | - | - | - | - |
| ----- | ----- | ----- | - | - | - | - | - | - |
| 2 357 | 2 557 | 2 523 | - | - | - | - | - | - |

## Économie

### Revenus
En 2018, la commune compte 1 069 ménages fiscaux, regroupant 2 593 personnes. La médiane du revenu disponible par unité de consommation est de 19 260 € (20 330 € dans le département). 41 % des ménages fiscaux sont imposés (45,8 % dans le département).

### Emploi
|                | 2008   | 2013   | 2018   |
| -------------- | ------ | ------ | ------ |
| Commune        | 9,7 %  | 12 %   | 11,2 % |
| Département    | 10,1 % | 11,9 % | 12 %   |
| France entière | 8,3 %  | 10 %   | 10 %   |

En 2018, la population âgée de 15 à 64 ans s'élève à 1 439 personnes, parmi lesquelles on compte 76,5 % d'actifs (65,3 % ayant un emploi et 11,2 % de chômeurs) et 23,5 % d'inactifs,. Depuis 2008, le taux de chômage communal (au sens du recensement) des 15-64 ans est inférieur à celui du département, mais supérieur à celui de la France.
La commune fait partie de la couronne de l'aire d'attraction de Béziers, du fait qu'au moins 15 % des actifs travaillent dans le pôle,. Elle compte 300 emplois en 2018, contre 289 en 2013 et 285 en 2008. Le nombre d'actifs ayant un emploi résidant dans la commune est de 955, soit un indicateur de concentration d'emploi de 31,4 % et un taux d'activité parmi les 15 ans ou plus de 52,5 %.
Sur ces 955 actifs de 15 ans ou plus ayant un emploi, 170 travaillent dans la commune, soit 18 % des habitants. Pour se rendre au travail, 86,6 % des habitants utilisent un véhicule personnel ou de fonction à quatre roues, 2,5 % les transports en commun, 8,2 % s'y rendent en deux-roues, à vélo ou à pied et 2,7 % n'ont pas besoin de transport (travail au domicile).

### Activités hors agriculture

#### Secteurs d'activités
182 établissements sont implantés  à Cers au 31 décembre 2019. Le tableau ci-dessous en détaille le nombre par secteur d'activité et compare les ratios avec ceux du département,.
| Secteur d'activité                                                                                        | Commune | Commune | Département |
| Secteur d'activité                                                                                        | Nombre  | %       | %           |
| --- | ------- | ------- | ----------- |
| Ensemble                                                                                                  | 182     | 100 %   | (100 %)     |
| Industrie manufacturière, industries extractives et autres                                                | 11      | 6 %     | (6,7 %)     |
| Construction                                                                                              | 40      | 22 %    | (14,1 %)    |
| Commerce de gros et de détail, transports, hébergement et restauration                                    | 51      | 28 %    | (28 %)      |
| Information et communication                                                                              | 2       | 1,1 %   | (3,3 %)     |
| Activités financières et d'assurance                                                                      | 8       | 4,4 %   | (3,2 %)     |
| Activités immobilières                                                                                    | 5       | 2,7 %   | (5,3 %)     |
| Activités spécialisées, scientifiques et techniques et activités de services administratifs et de soutien | 18      | 9,9 %   | (17,1 %)    |
| Administration publique, enseignement, santé humaine et action sociale                                    | 27      | 14,8 %  | (14,2 %)    |
| Autres activités de services                                                                              | 20      | 11 %    | (8,1 %)     |

Le secteur du commerce de gros et de détail, des transports, de l'hébergement et de la restauration est prépondérant sur la commune puisqu'il représente 28 % du nombre total d'établissements de la commune (51 sur les 182 entreprises implantées  à Cers), contre 28 % au niveau départemental.

#### Entreprises et commerces
Les cinq entreprises ayant leur siège social sur le territoire communal qui génèrent le plus de chiffre d'affaires en 2020 sont : 
- Alma Cersius, commerce de gros (commerce interentreprises) de boissons (10 968 k€)
- Cerprome, supermarchés (8 879 k€)
- Le Mas Du Moulin, hébergement médicalisé pour personnes âgées (1 498 k€)
- SARL Inter Ambulances, services auxiliaires des transports terrestres (453 k€)
- AM Services, travaux de peinture et vitrerie (325 k€)

### Agriculture
La commune est dans la « Plaine viticole », une petite région agricole occupant la bande côtière du département de l'Hérault. En 2020, l'orientation technico-économique de l'agriculture  sur la commune est la viticulture.
|               | 1988 | 2000 | 2010 | 2020 |
| ------------- | ---- | ---- | ---- | ---- |
| Exploitations | 75   | 71   | 55   | 40   |
| SAU (ha)      | 685  | 633  | 610  | 637  |

Le nombre d'exploitations agricoles en activité et ayant leur siège dans la commune est passé de 75 lors du recensement agricole de 1988  à 71 en 2000 puis à 55 en 2010 et enfin à 40 en 2020, soit une baisse de 47 % en 32 ans. Le même mouvement est observé à l'échelle du département qui a perdu pendant cette période 67 % de ses exploitations,. La surface agricole utilisée sur la commune a également diminué, passant de 685 ha en 1988 à 637 ha en 2020. Parallèlement la surface agricole utilisée moyenne par exploitation a augmenté, passant de 9 à 16 ha.
Cave Coopérative de Vinification regroupant les producteurs de Cers, Portiragnes et Villeneuve les Beziers. Surface du vignoble : 1200 ha, 220 producteurs, production annuelle de 75 000 hectolitres. Spécialisé dans les vins de cépages qualitatif ; IGPPays d'Oc et  Vins de Pays des Coteaux du Libron. Les cépages qui rayonnent sur ces terroirs à galets roulés sont : Chardonnay, sauvignon, viognier, Syrah, Merlot, Sauvignon, Cabernet…

## Culture locale et patrimoine

### Lieux et monuments
- Église Saint-Geniès de Cers.

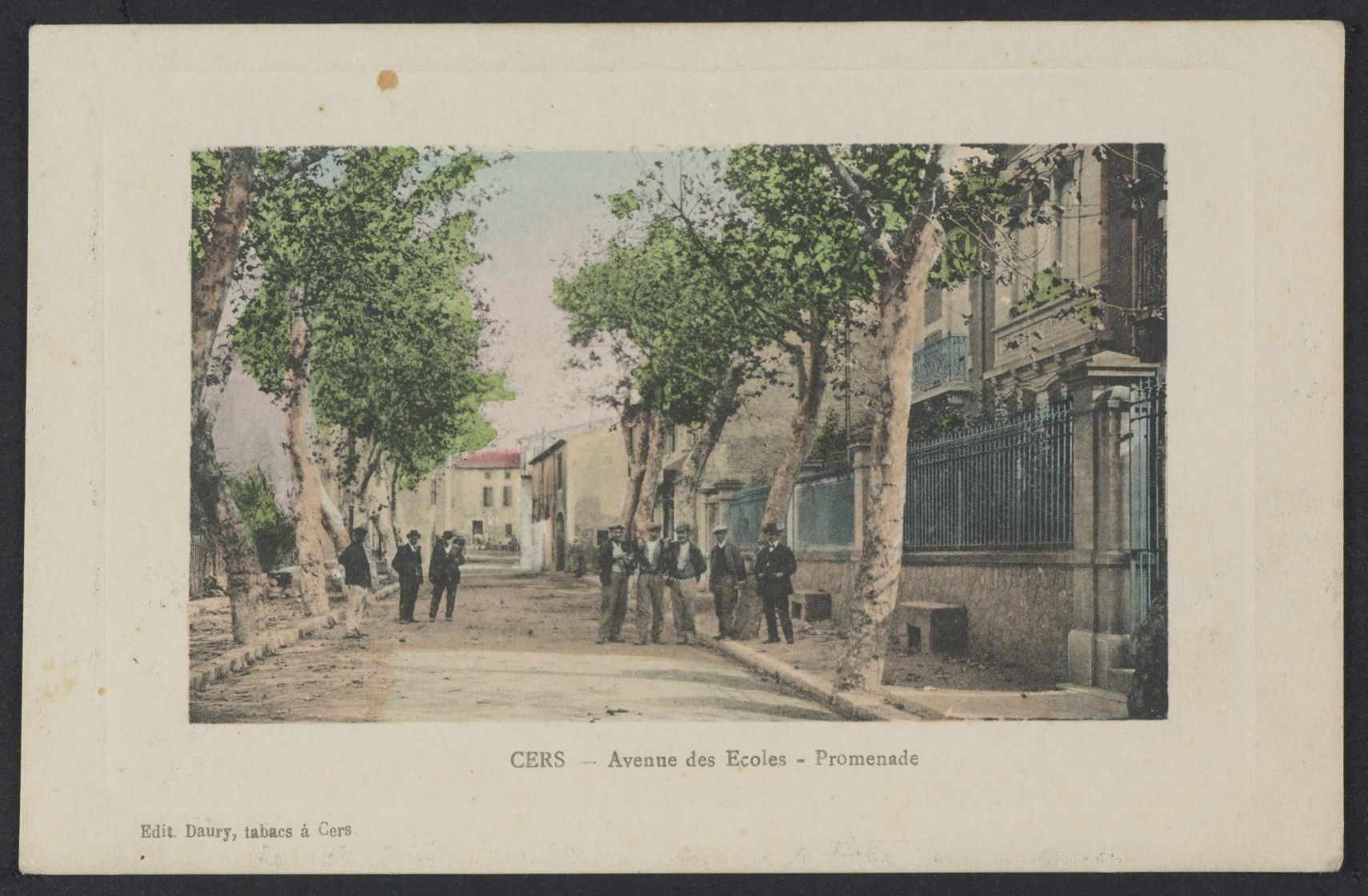
Avenue des écoles : carte postale (1916)

- Un autel pré-roman de l'époque wisigothique est installé dans le hall d'entrée de la mairie.
- Le canal du midi classé au patrimoine mondial de l'UNESCO traverse la commune.
- Une éolienne de 1908 a été restaurée ; elle alimentait en eau potable le village au début du XXe siècle.

### Personnalités liées à la commune
- Jean Laures : félibre (poète occitan), ami de Frédéric Mistral.
- Érick Schmitt : preneur d'otage d'une école maternelle de Neuilly-sur-Seine en 1993, originaire de Cers et inhumé dans le cimetière communal.
- Jean Fernandez : joueur puis entraîneur de football professionnel.
- Allan Kiss : compositeur/interprète en MAO, musiques pour discothèque, film, documentaires, etc.
- Marie-Arlette Carlotti : ministre déléguée aux Personnes handicapées et à la Lutte contre l'exclusion (2012-2014).

### Héraldique
|  | Les armoiries de Cers se blasonnent ainsi : De sable, au sautoir losangé d'argent et de sable. |

### Fonds d'archives
- Série : Délibérations consulaires et du conseil municipal (1745-1983) [10 registres]. Fonds : Archives communales de Cers; Cote : 1 MI 631. Montpellier : Archives départementales de l'Hérault (lire en ligne).